# Bauhinia diphylla
Bauhinia diphylla là một loài thực vật có hoa trong họ Đậu. Loài này được Buch.-Ham. miêu tả khoa học đầu tiên.